# Жул Кейта
Жул Кейта е гвинейски футболист, полузащитник.

## Професионална кариера
Започва да тренира в Атуга Гвинея, след което през юни 2016 преминава в школата на Бастия Франция. Играе като полузащитник или ляво крило, но се справя и като дясно крило. След като напуска тима на Бастия Франция в края на юни 2017 за известно време остава без отбор и тренира самостоятелно. На 12 юли 2018 подписва договор с Дижон Франция. Дебютира за тима на 11 август 2018 при победата с 2:1 над Монпелие Франция, а дебютни два гола и асистенция прави на 25 август 2018 при победата с 4:0 над Ница Франция. Изиграва 20 мача с 2 гола за Дижон Франция. На 2 септември 2019 преминава в Ланс Франция, където изиграва 5 мача с 2 гола. На 20 юли 2020 преминава в ЦСКА под наем за една година с опция за закупуване. Носител на купата на България за сезон 2020/21. 
Изиграва 6 мача с 2 гола за националния отбор на Гвинея до 17 години като участва на световното първенство до 17 години в Чили през 2015. Играе и 3 мача за тима на националния отбор на Гвинея до 20 години на световното първенство до 20 години в Южна Корея през 2017. На 12 октомври 2019 прави официален дебют за националния отбор на Гвинея при загубата от Коморските острови с 1:0.

## Успехи
ЦСКА (София)
- Купа на България (1): 2021